# 304813 Cesarina
304813 Cesarina è un asteroide della fascia principale. Scoperto nel 2007, presenta un'orbita caratterizzata da un semiasse maggiore pari a 2,3883625 UA e da un'eccentricità di 0,2134759, inclinata di 1,75611° rispetto all'eclittica.
L'asteroide è dedicato a Cesarina Papini, moglie di uno degli scopritori, Michele Mazzucato.